# Cykl graniczny

Przyciągający cykl graniczny i jego odwzorowanie Poincarégo

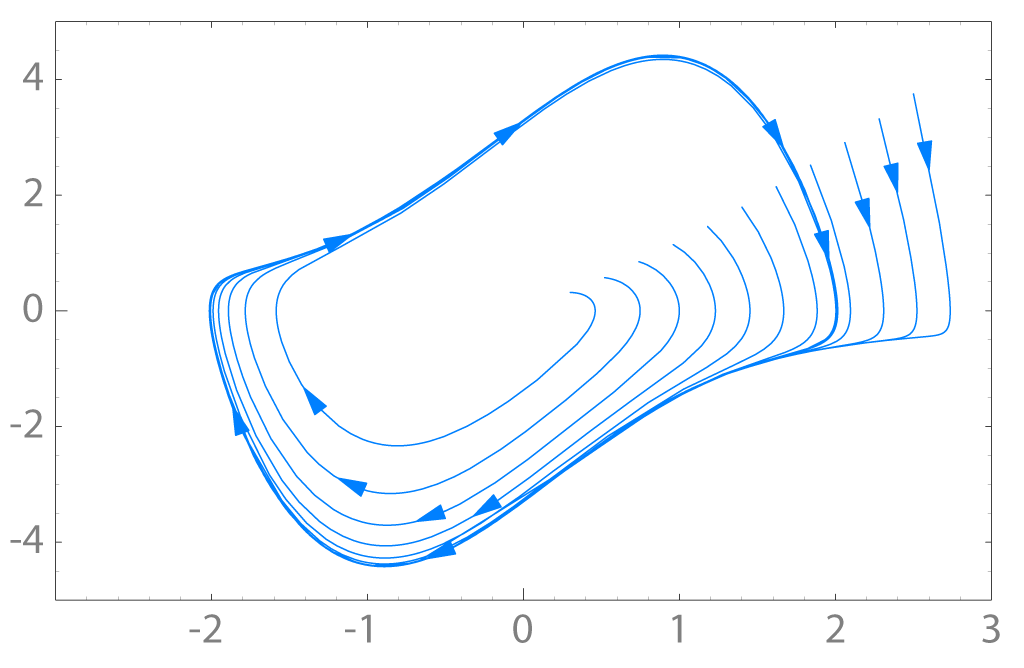
Stabilny cykl graniczny dla oscylatora van der Pola

Cykl graniczny – rozwiązanie okresowe w przestrzeni fazowej, w którego otoczeniu nie znajdują się inne rozwiązania okresowe.
Opublikowano bardzo wiele prac na temat cykli granicznych. Badaczy szczególnie interesuje maksymalna liczba cykli granicznych w wielomianowych układach na płaszczyźnie. Dotychczas najlepszym wynikiem należącym do Yu Ilyashenko było udowodnienie, że dla dowolnego układu wielomianowego na płaszczyźnie maksymalna liczba cykli granicznych jest skończona.
Druga część XVI problemu Hilberta zawiera pytanie o podanie maksymalnej liczby cykli granicznych dla układów wielomianowych na płaszczyźnie w funkcji stopnia wielomianu. Jak dotąd problem jest nierozwiązany nawet dla stopnia drugiego (układów kwadratowych).